# Raffinerie di Santa Cruz de Tenerife

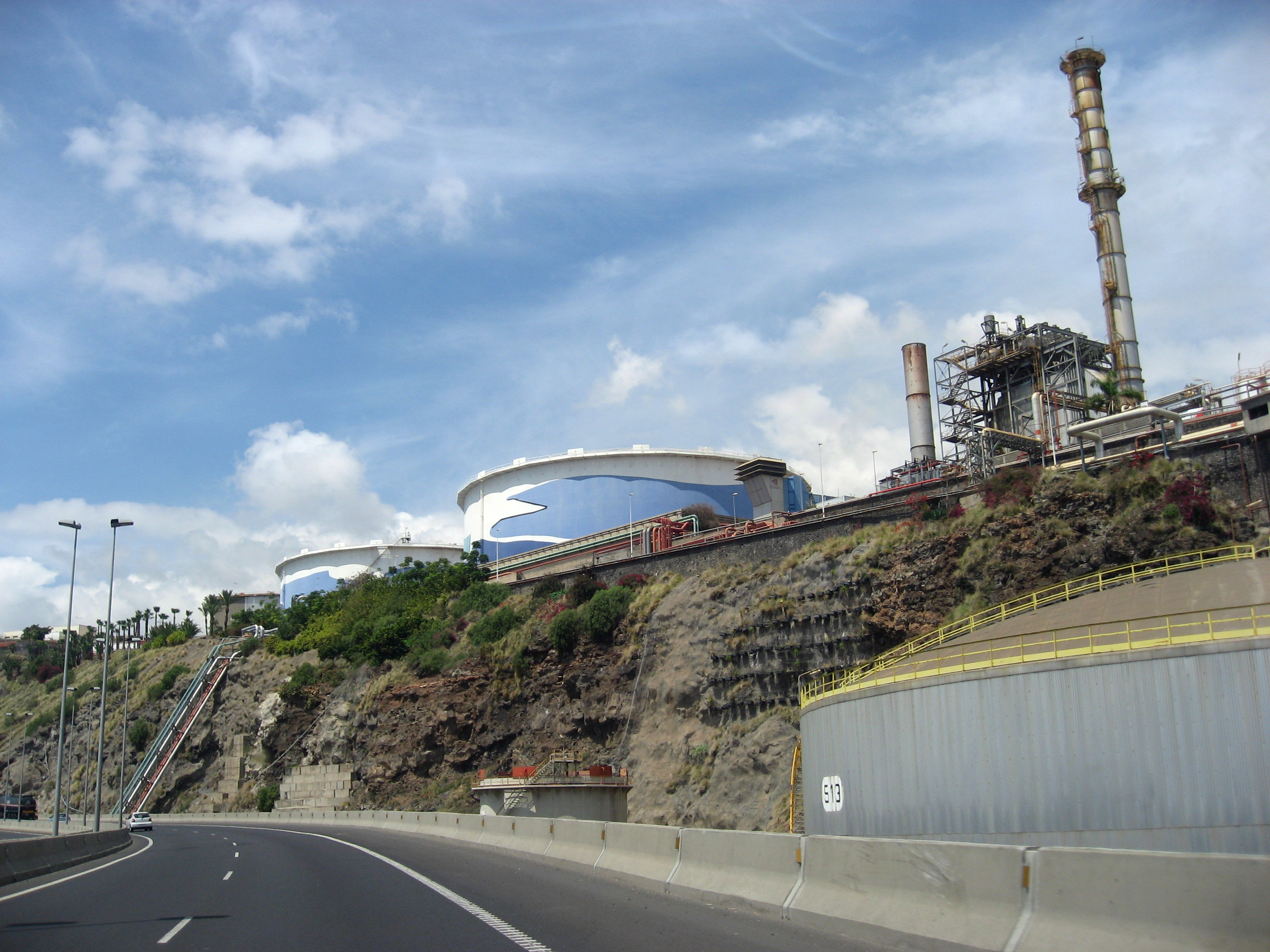
Refinería de Santa Cruz de Tenerife

Le Raffinerie di Santa Cruz de Tenerife, di proprietà della CEPSA, sono lo stabilimento industriale più grande ed importante delle isole Canarie. A causa delle sue enormi dimensioni, impedisce la crescita della città.
La raffineria fornisce prodotti petroliferi non solo per le isole Canarie, ma anche per l'Africa e le Americhe. Santa Cruz de Tenerife è l'unico capoluogo di provincia con più di 100 000 persone che è anche sede di una raffineria.